# Рафа Паес
Рафа Паес (ісп. Rafael Páez, нар. 10 серпня 1994, Оріуела) — іспанський футболіст, захисник, фланговий півзахисник хорватського клубу «Істра 1961».

## Ігрова кар'єра
Народився 10 серпня 1994 року в місті Оріуела. Починав займатися футболом в місцевій однойменній команді, згодом проходив підготовку в академіях «Еркулеса», мадридського «Реала» та «Ліверпуля».
У дорослому футболі дебютував 2014 року виступами на умовах оренди за італійську «Болонью», в якій провів один сезон.
Наступними командами в ігровій кар'єрі футболіста були «Ейбар», «Алькоркон» та «УКАМ Мурсія».
2018 року уклав контракт з «Алавесом», утім відразу був відданий в оренду до хорватського «Рудеша», а трохи згодом до французького «Сошо».
2019 року, також на умовах оренди, повернувся до Хорватії, ставши гравцем команди «Істра 1961».